# Aladár Huszár
Dans le nom hongrois Huszár Aladár, le nom de famille précède le prénom, mais cet article utilise l’ordre habituel en français Aladár Huszár, où le prénom précède le nom.
Aladár Huszár, né en 1885 à Ipolybalog (actuellement Balog nad Ipľom) et mort en 1945, est un homme politique hongrois, bourgmestre principal de Budapest de 1932 à 1934.